# La menace (Roussel)
La menace, poème pour chant et orchestre (Frans voor Dreiging, gedicht voor zanger en orkest) is een compositie van Albert Roussel. De Franse componist wendde zich na Quatre poèmes opus 3 en Quatre poèmes opus 8 voor een derde keer naar teksten van Henri de Régnier. La menace is afkomstig uit La sandale ailée uit 1907. In tegenstelling tot de opussen 3 en 8 schreef Roussel La menace voor zangstem en orkest. Roussel schreef er later wel een pianoversie van.
De eerste uitvoering vond plaats in het kader van de Concerts Hasselmans, Louis Hasselmans leidde zijn eigen orkest met als solist Pierre-Émile Engel op 11 maart 1911.
Het werk is opgedragen aan de vrouw van Gustave Samazeuilh, componist en criticus.